# Laowanggang
Laowanggang (kinesiska: 老王岗, 老王岗乡) är en socken i Kina. Den ligger i provinsen Henan, i den centrala delen av landet, omkring 220 kilometer söder om provinshuvudstaden Zhengzhou. Antalet invånare är 26 386. Befolkningen består av 13 594 kvinnor och 12 792 män. Barn under 15 år utgör 23,0 %, vuxna 15-64 år 63 %, och äldre över 65 år 13,0 %.
Genomsnittlig årsnederbörd är 1 147 millimeter. Den regnigaste månaden är augusti, med i genomsnitt 232 mm nederbörd, och den torraste är januari, med 18 mm nederbörd.